# Örebro kvarn

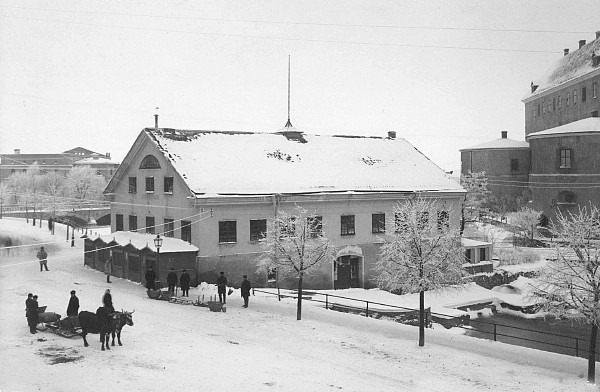
Örebro kvarn innan påbyggnaden omkring 1884. Örebro slott till höger, innan den stora renoveringen gjordes kring sekelskiftet 1900.

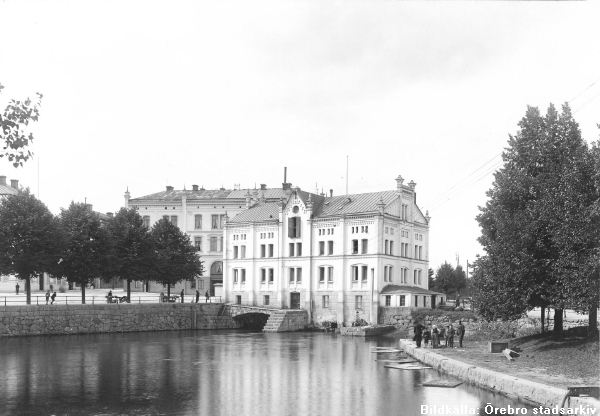
Örebro kvarn efter påbyggnaden. Stora hotellet i bakgrunden. Bilden tagen 1903.

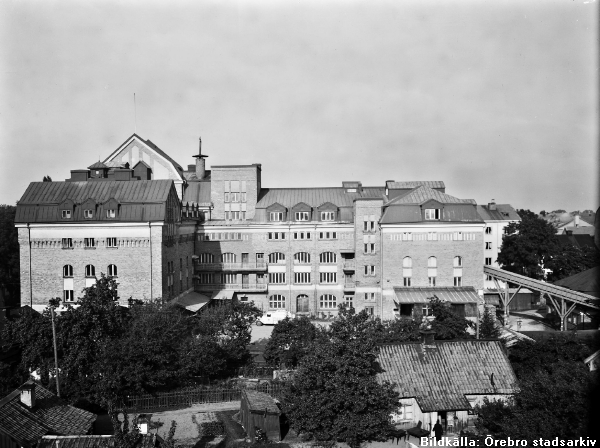
Örebro "nya" kvarn, Slottsgatan 10, år 1944

Örebro kvarn låg tidigare där Kvarnplatsen ligger idag, omedelbart söder om Örebro slott. Vattenkraften från Svartåns vatten utnyttjades för att driva kvarnstenarna.

## Historia
Kvarnen har medeltida anor, och omtalas redan i Birger Brosas brev från 1100-talet. På 1500-talet var den en kronokvarn, men från 1721 övergick den i privat ägo. Ägandelängden finns närmare beskriven i nedanstående källa . 
Den gamla kvarnen brann ner 1833, men återuppfördes 1836. År 1886 byggdes kvarnen på med en våning. Örebro stad köpte kvarnen år 1902, men 1911 stannade kvarnhjulen. Kvarnverksamheten flyttade då till en elektriskt driven kvarn vid Slottsgatan 10. År 1926 revs den gamla kvarnen, och även den nya kvarnen är nu riven.
Örebro kvarn har en ytterligare historisk betydelse, genom att det var här som Jonas Wenström på uppdrag av kvarnägaren Gustaf Alfrid Engelbrektson installerade sin första dynamomaskin år 1882. Wenström står staty utanför Rudbecksskolan på Kungsgatan.

## Kvarnplatsen
Kvarnplatsen iordningställdes i början av 1930-talet efter idéer av stadsarkitekten Georg Arn. Som ett minne av kvarnen kan man alltjämt se de gamla kvarnstenarna infällda i stenbeläggningen nere vid åkanten.

## Kvarnbron

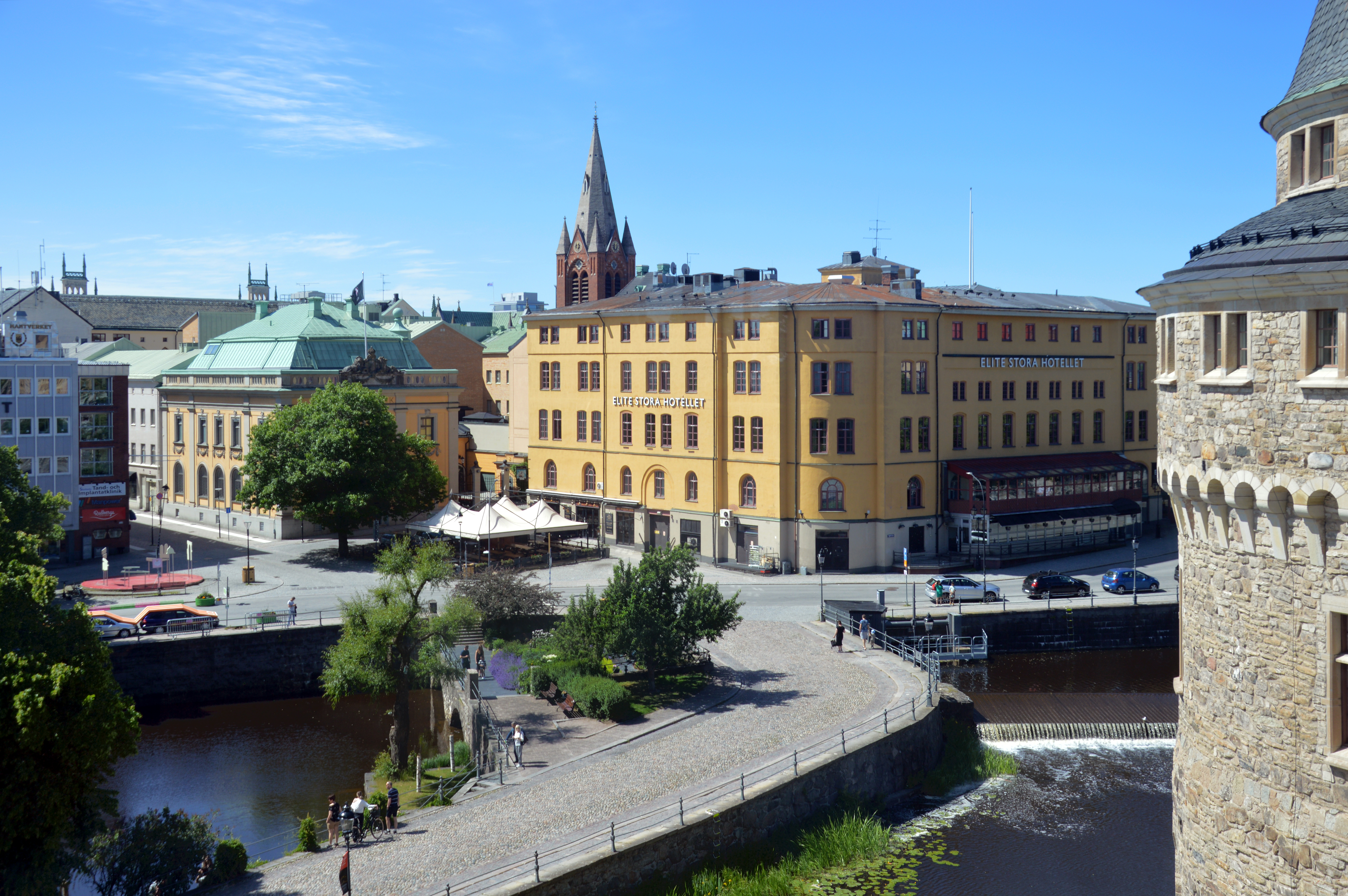
Utsikt över Kvarnbron från Örebro slott.

Kvarnbron är en bro som förbinder södra Svartå-stranden med Slottsparksholmen. Den första bron var av trä fanns på plats på en karta från 1652, och ombyggdes 1775. Nuvarande bro av sten byggdes 1788, och ligger i direkt anslutning till Kvarnplatsen. Askers härad och Sköllersta härad hade förr att underhålla bron. Den renoverades senast 1983.

### Webbkällor
- Om Kvarnplatsen på Örebro kommuns hemsida